# Olga Kotelko
Olga Kotelko (née le 2 mars 1919, et décédée le 24 juin 2014) est une athlète canadienne. Elle est détentrice de 17 records mondiaux dans sa catégorie (âge entre 90 et 95 ans). Pour cela, elle est considérée comme « une des plus grandes athlètes du monde ». Elle détient tous les records dans sa catégorie d'âge.

## Jeunesse
Olga est la 3e d'une fratrie de 11 enfants nés à Vonda de parents immigrés ukrainiens (Wasyl et Ann Shawaga). Elle enseigne dans une classe unique à Vonda. Elle divorce alors qu'elle est enceinte de son deuxième enfant. Elle déménage en Colombie-Britannique pour vivre avec sa sœur. Elle élève ses 2 enfants, Nadine et Lynda.

## Carrière sportive
Durant sa jeunesse, sa seule activité sportive est le baseball. Âgée de 77 ans, elle commence l'athlétisme avec un entraîneur hongrois. Durant les 13e WAVA (Championnat du monde des athlètes vétérans) à Gateshead en 1999, dans la catégorie des femmes de plus de 80 ans, elle bat 2 records mondiaux et gagne 6 médailles d'or. Au World Masters Games à Sydney en 2009, elle bat le record dans sa catégorie (90-95 ans) en lancer du marteau (5,64 mètres) et en 100 mètres (23,95 secondes). C'est sa quatrième participation à une compétition mondiale. Elle porte la flamme olympique à Vancouver pour les Jeux olympiques d'hiver de 2010. En 2010, âgée de 91 ans, elle a de meilleures performances que beaucoup de compétitrices dans des catégories deux niveaux en dessous. Depuis 2010, elle possède 23 records mondiaux en athlétisme,. Elle participe aux épreuves : saut en longueur, triple saut, saut en hauteur, lancer du poids, lancer du disque, lancer du javelot, weight throw, 100 mètres, 200 mètres, 400 mètres et le relais 4*100 mètres. Parfois, il y a des concurrents, mais fréquemment, sa victoire est due au fait qu'elle est seule à concourir. À 90 ans, elle est présentée comme la compétitrice en saut en longueur la plus âgée.

## Études scientifiques
Sa physiologie et ses tissus musculaires ont été étudiés par des médecins à l'Institut et hôpital neurologiques de Montréal et l'Université McGill de Montréal. À l'âge de 91 ans, ses fibres musculaires ont remarquablement conservé leur fonction mitochondriale alors que cette dernière est censée décroître après 65 ans.